# Lithosticta macra
Lithosticta macra är en trollsländeart som beskrevs av Watson 1991. Lithosticta macra ingår i släktet Lithosticta och familjen Isostictidae. IUCN kategoriserar arten globalt som sårbar. Inga underarter finns listade i Catalogue of Life.